# Saison 2018 des Reds de Cincinnati
La saison 2018 des Reds de Cincinnati est la 137e saison en Ligue majeure de baseball et la 129e en Ligue nationale pour cette franchise. 

## Saison régulière
La saison régulière de 162 matchs des Reds débute le 29 mars par une visite à Cincinnati des Nationals de Washington et se termine le 30 septembre suivant. 

### Classement
| Ligue nationale division Centrale | V  | D  | %    | Diff. | Diff. (élim.) |
| --------------------------------- | -- | -- | ---- | ----- | ------------- |
| Brewers de Milwaukee              | 96 | 67 | ,589 | -     | -             |
| Cubs de Chicago                   | 95 | 68 | ,583 | 1     | -             |
| Cardinals de Saint-Louis          | 88 | 74 | ,543 | 7.5   | -             |
| Pirates de Pittsburgh             | 82 | 79 | ,509 | 13    | -             |
| Reds de Cincinnati                | 67 | 95 | ,414 | 28.5  | -             |